# Joseph Joséphin

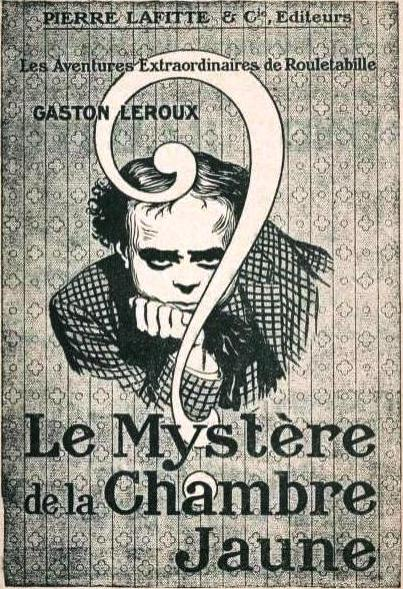
Copertina di Le Mystère de la chambre jaune

Joseph Joséphin, soprannominato Rouletabille (dal francese "roule ta bille", cioè "fai rotolare la palla") a causa della forma piccola e rotonda della sua testa, è un giornalista investigatore, inventato dallo scrittore francese Gaston Leroux, protagonista del celebre romanzo poliziesco Il mistero della camera gialla (Le mystère de la chambre jaune), pubblicato nel 1907.

## Caratteristiche del personaggio
Joseph Joséphin è un giornalista di cronaca nera di soli diciott'anni, che possiede un'innata predisposizione per l'indagine poliziesca. Il giovane Rouletabille, che si rivela subito di carattere simpatico e di mente acuta, ha accanto a sé il timido e cortese avvocato Sinclair, narratore delle sue vicende, che egli tiene però spesso all'oscuro delle sue intuizioni.
Joséphin risolve, nel romanzo Il mistero della camera gialla, uno dei più astrusi enigmi della camera chiusa, grazie al suo rigoroso ricorso alla logica (che ricorda quello di Sherlock Holmes, citato del resto nel libro). A questa prima avventura del dinamico giornalista ne seguiranno altre sei, che però abbandonano in parte il genere poliziesco per dar maggiore spazio al carattere melodrammatico tipico del romanzo d'appendice francese dell'Ottocento.

## Trasposizioni cinematografiche
La figura di Rouletabille conobbe una nuova fama negli anni trenta grazie al film Rouletabille aviateur, uscito nel 1932 e interpretato da Roland Toutain. Nel 1966 fu anche prodotta una serie televisiva, nella quale il giovane giornalista-investigatore fu interpretato da Philippe Oguz.

## Romanzi
- Il mistero della camera gialla (Le mystère de la chambre jaune), I Classici de Il Giallo Mondadori n. 442, 1907
- Il profumo della dama in nero (Le parfum de la dame en noir), Classici del Giallo Economico, Newton, 1908
- Rouletabille e lo zar (Rouletabille chez le tsar), Il Giallo Mondadori n. 2954, 1912
- Il castello nero (Le château noir), Garzanti, 1914
- Le strane nozze di Rouletabille (Les étranges noces de Rouletabille), Nerbini, 1914
- Rouletabille: missione Krupp (Rouletabille chez Krupp), Garzanti 1917
- Arrestate Rouletabille (Le crime de Rouletabille), Il Giallo Mondadori n. 2929, 1921 -
- Rouletabille tra i gitani (Rouletabille chez les bohémiens), Il Giallo Mondadori Big n. 2, 1922

## Filmografia
- Il mistero della camera gialla (Le Mystère de la chambre jaune), regia di Émile Chautard (1913)
- L'ultima incarnazione di Larsan - Il profumo della dama in lutto (La Dernière Incarnation de Larsan), regia di Maurice Tourneur (1914)
- Il mistero della camera gialla (The Mystery of the Yellow Room), regia di Émile Chautard (1919)
- Rouletabille chez les bohémiens, regia di Henri Fescourt (1922)
- Le mystère de la chambre jaune, regia di Marcel L'Herbier (1930)
- Rouletabille aviateur, regia di Steve Sekely (1932)
- Rouletabille joue et gagne, regia di Christian Chamborant (1947)
- El misterio del cuarto amarillo, regia di Julio Saraceni (1947)[3]
- Rouletabille contre la dame de pique, regia di Christian Chamborant (1948)
- L'artiglio nero (Le Mystère de la chambre jaune), regia di Henri Aisner (1949)
- Il vendicatore folle (Le Parfum de la dame en noir), regia di Louis Daquin (1949)
- Le Mystère de la chambre jaune, regia di Jean Kerchbron - film TV (1965)
- Rouletabille - serie TV (1966)
- Le Mystère de la chambre jaune, regia di Bruno Podalydès (2003)
- Le Parfum de la dame en noir, regia di Bruno Podalydès (2005)